# Parlor! Pro 64: Pachinko Jikki Simulation
Parlor! Pro 64: Pachinko Jikki Simulation (Parlor!PRO64　パチンコ実機シミュレーション) est un jeu vidéo de pachinko sorti en 1999 sur Nintendo 64 uniquement au Japon. Le jeu a été développé et édité par Nihon Telenet.